# Escota

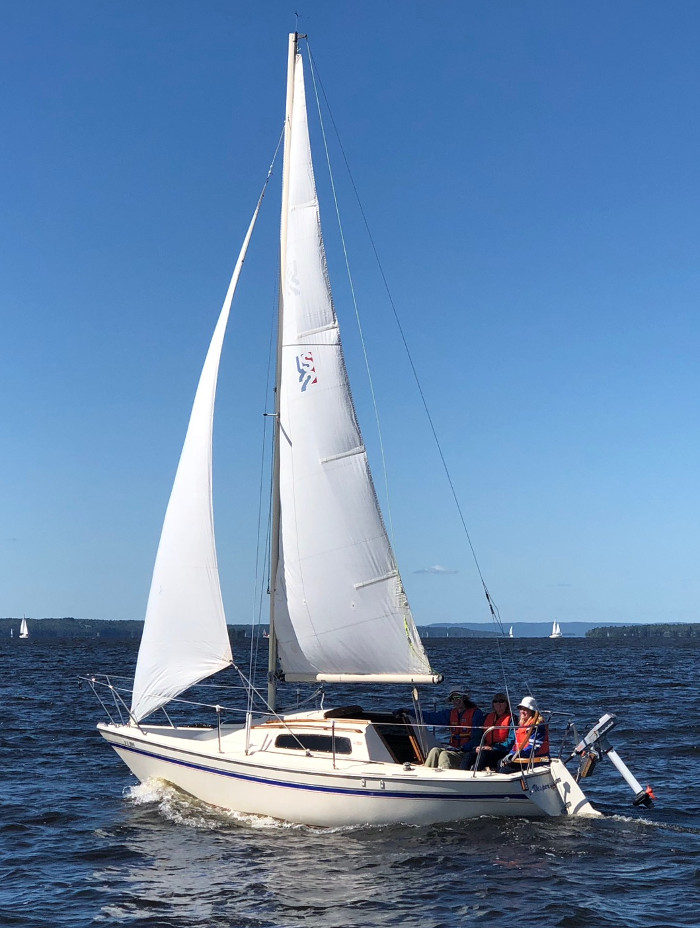
Figura 1: Iot de la classe US22, amb una vela mestra i un floc.

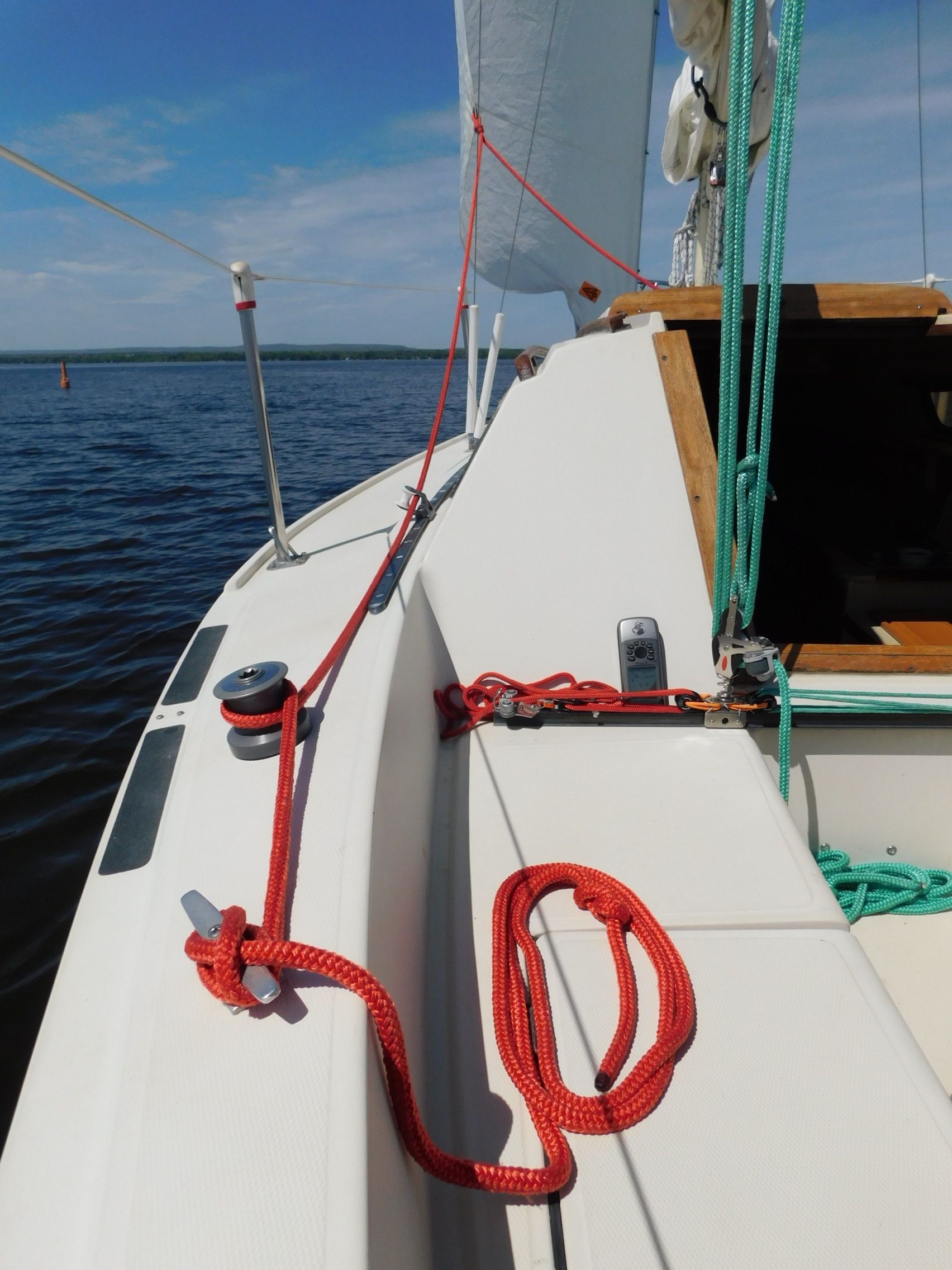
Figura 2: Escota del floc (vermella) i escota de la major (verda) del iot de la figura 1.

En els vaixells de vela, una escota és la corda que serveix per a governar una vela de tall. Directament unida a un puny d’escota en les veles sense botavara (flocs, veles d’estai, spinakers…) o a la botavara en aquelles veles que sí que en tinguin.
La tensió de l'escota fa que la vela respectiva quedi orientada en l’angle apropiat (respecte del pla longitudinal del vaixell) i determina la forma de la vela inflada pel vent.

## Història
En la marina europea les escotes van associades a les veles llatines des de l’època de l’Imperi Romà. Molt abans de les primeres influències àrabs defensades per alguns autors. Al Pacífic s'usaren escotes en les veles de papallona de les canoes polinèsies. Pel cap baix des de 1500 aC.

## Detalls generals

### Veles sense botavara
L'escota va unida al puny d’escota. Directament o passant per una politja de desmultiplicació. En flocs, gènoves i veles d’estai les escotes són dobles: una escota de babord i una escota d’estribord. Navegant, l'escota de sobrevent va amollada i la de sotavent caçada.

#### Angle entre escota i vela

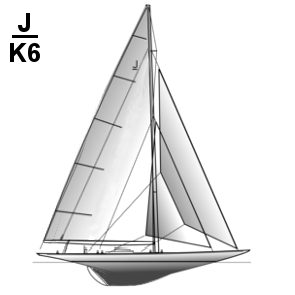
Dibuix del iot Endeavour II amb un floc trapezoïdal governat per dues escotes.

La posició relativa entre el puny d’escota de la vela i el punt primari de redirecció de l'escota determina un angle d’acció. La força que transmet la vela a l'escota actua, precisament, en la línia indicada per la mateixa escota. L’angle escota-vela pot ser fix o variable en funció de la disposició del conjunt. En els velers moderns acostuma a ser ajustable (variant l’ancoratge del puny d’escota o desplaçant el punt primari de redirecció emprant un carril sobre la coberta). El conjunt de factors esmentats (intensitat de la força, direcció/angle) determina la forma de la vela en cada cas.
A efectes pràctics, un angle ajustable entre l'escota i la vela permet regular la bossa de la vela (vela embossada amb vents fluixos i vela plana amb vents forts).

### Flocs trapezoïdals
Alguns dels iots de la Classe J, competidors en la Copa America de vela, hissaven flocs trapezoïdals (amb quatre caients i dos punys d’escota). Aquest flocs necessitaven dues escotes (per cada banda) per a ser governats.

### Veles ambbotavara

1.- Botavara
2.- Pal
3.- Agullot
4.- Vela
5.- Amantina
6.- Puny d'escota
7.- Escota
8.- Contra
9.- Tensor de gràtil

El pujament de la vela està envergat a la botavara i pot ser tensionat des del puny d’amura i des del puny d’escota. La vela transmet la força a l'escota de forma indirecta, a través de la botavara.
Hi ha diversos sistemes d’unió entre l'escota i la botavara, generalment amb diverses politges de re-enviament i desmultiplicació.

#### Barra escotera
L’ancoratge inferior del sistema d’escota pot ser fix i unit a la part central del vaixell o anar a parar a un carro desplaçable (i ajustable) sobre un carril o barra escotera (en disposició travessera a l'eix de crugia).

#### Contra o trapa[7][8]
Moltes botavares tenen un sistema que permet determinar l’angle que pot formar la botavara amb el pal. En situació de repòs aquest angle és de 90 graus. Quan la vela agafa bossa, empesa pel vent, té tendència a fer aixecar la botavara (a menys de 90 graus). Un sistema de contra, de cordam o hidràulic, permet limitar aquest moviment no desitjat de la botavara.

### Botafora[9]
Les veles de mitjana d’alguns iols, barques de mitjana, tartanes i altres van hissades en arbres situats molt a popa de l'embarcació. Per a poder ser caçades de forma adequada, amb l'escota a una certa distància del puny de la vela, cal emprar un botafora que sobresurti per la popa del vaixell.

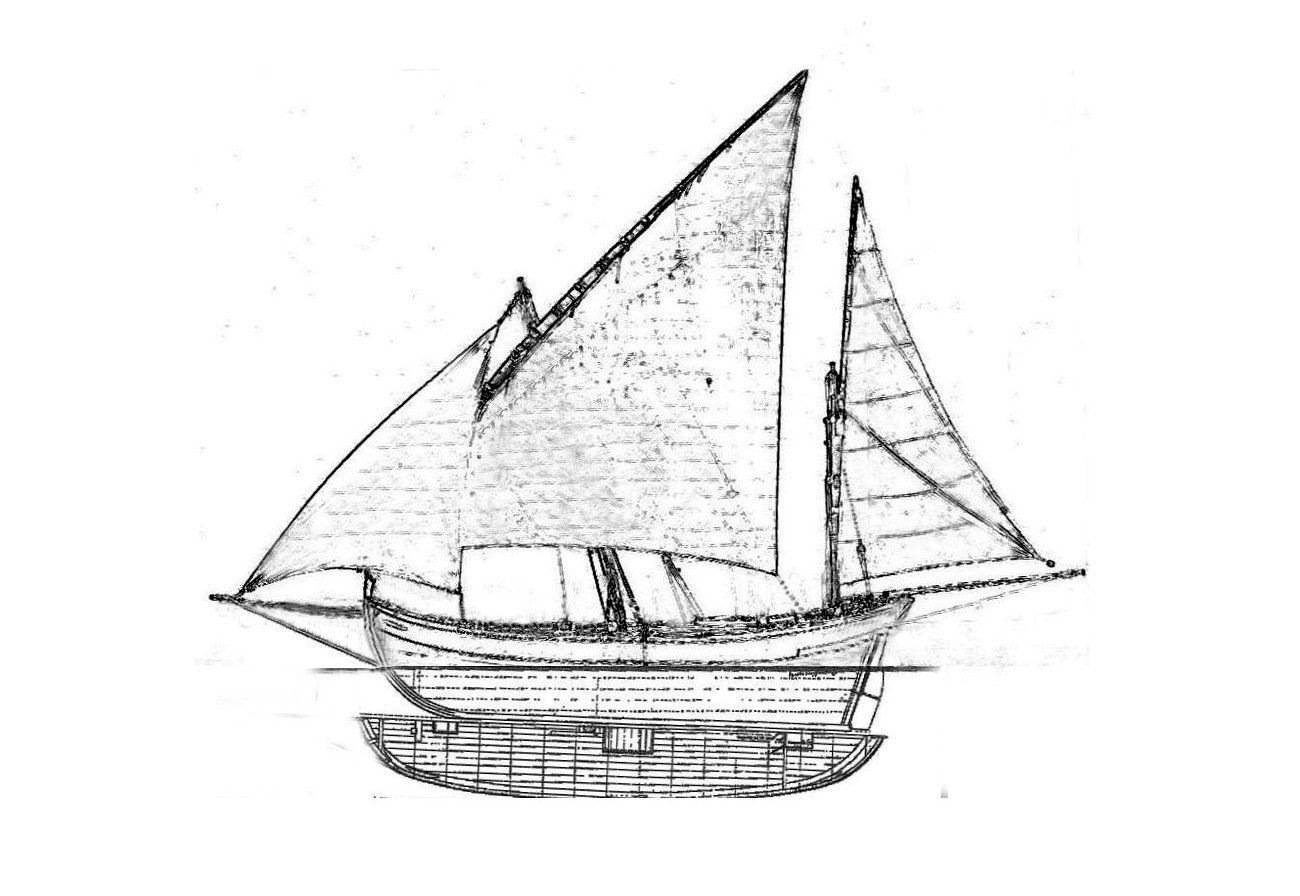
Dibuix d’una barca de mitjana. Amb la vela de mitjana, el botafora i l'escota
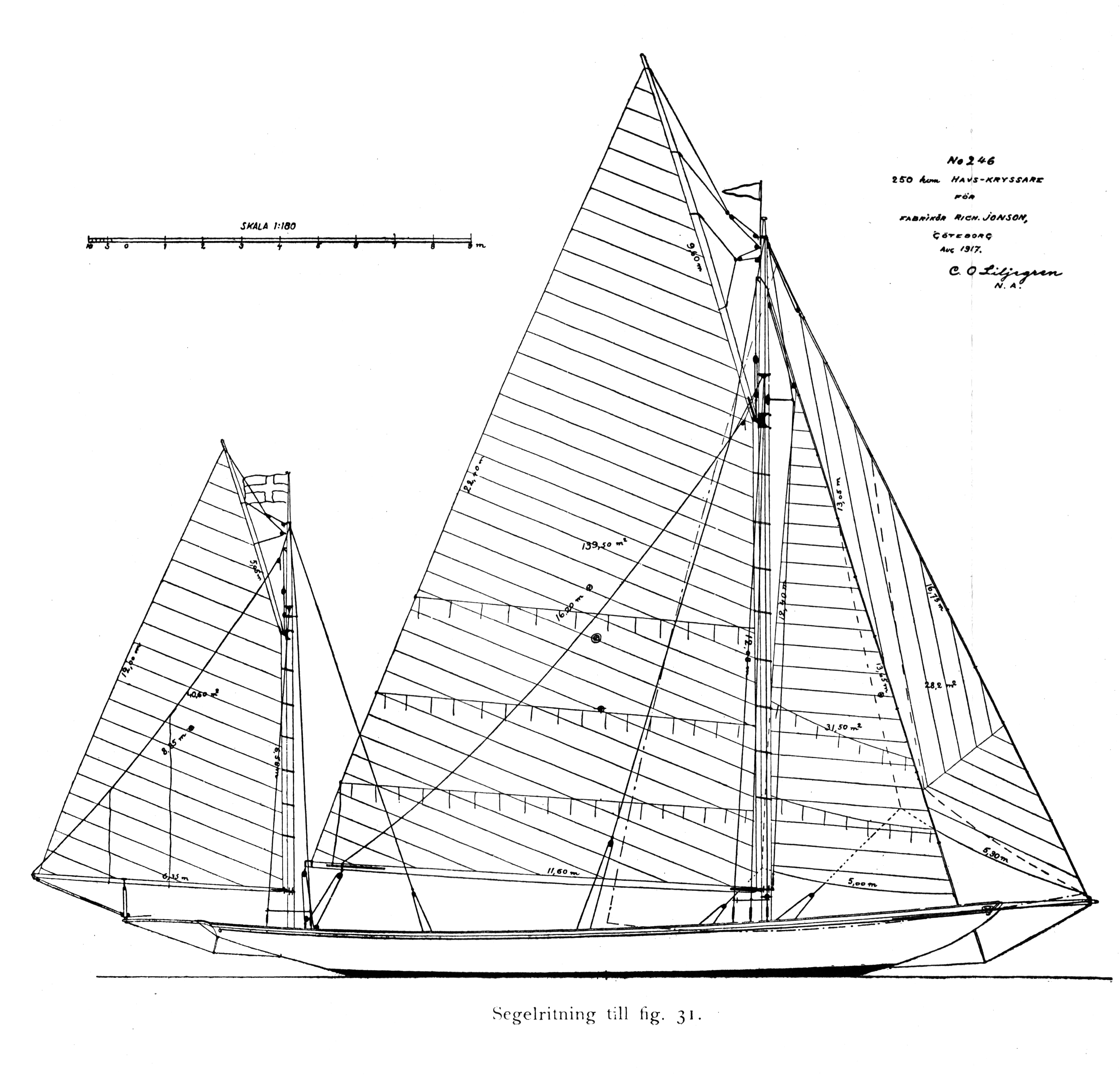
Dibuix d’un iol de 1917. Amb mitjana, escota i botafora.

## Flocs auto-viradors[10]

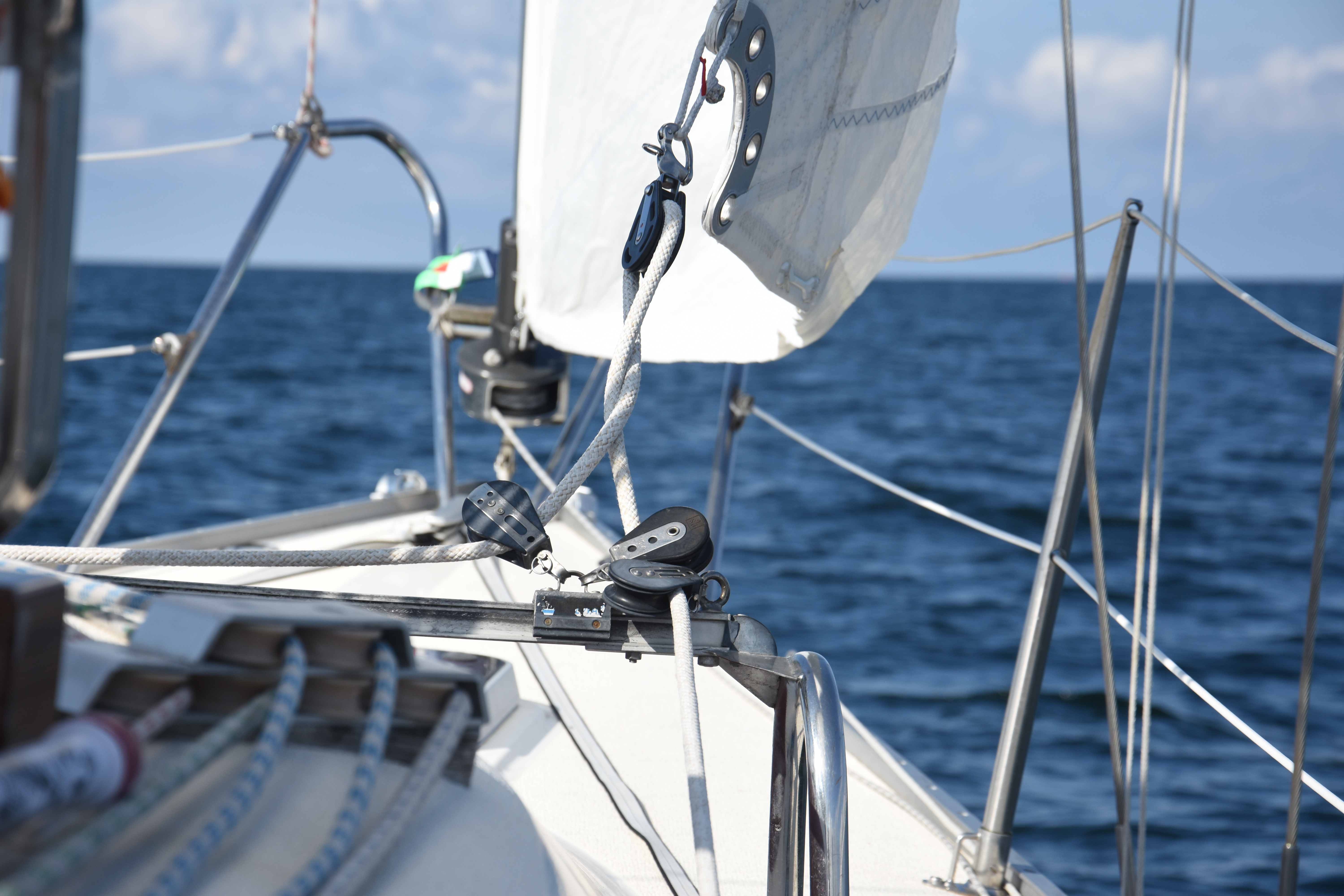
Floc auto-virador sense botavara. Vegeu el puny d'escota amb una planxeta de cinc punt de regulació.

Els flocs normals i els gènoves se solapen amb el pal. La qual cosa vol dir que la part posterior de les veles esmentades queda per darrere del pal en posició de cenyida. Quan cal canviar de banda, virant per avant, cal amollar l'escota de sotavent, esperar que el veler passi la proa pel vent i caçar la nova escota de sotavent. En aquesta maniobra la part posterior del floc es doblega i passa a l’altra banda fregant el pal.
Hi ha una mena de flocs que no se solapen amb el pal i que poden adaptar-se per a que virin automàticament. Hi ha models sense botavara i models amb botavara. L'escota d’aquests darrers és com una escota de botavara de vela mestra o major. Els flocs sense botavara auto-viradors disposen d’una escota que va a parar a un carret que es pot moure sobre un carril en forma d’arc de cercle. Des d’allí l'escota és re-enviada cap a proa a un altre reenviament fix situat al centre de l’arc del carril. Així, el floc pot canviar de banda sense necessitat de tocar l'escota. Eliminant la laboriosa maniobra habitual i substituint-la per una acció automàtica.

## Casos particulars

### Patí de vela

Vaurien modern amb vela mestra bermudiana truncada. Vegeu l'escota de la vela major amb dues politges unides a la botavara..

En un Patí de vela hi una escota única que permet navegar en tots els rumbs. L'escota és llarga, uns 12 metres, i passa per una politja fixada al puny d’escota de la vela. Un dels caps de l'escota va fixat a aquesta polija (en els sistemes amb desmultiplicació doble) o a la politja de la barra escotera (en els sistemes amb triple desmultiplicació). Des de la politja de la barra escotera és reenviada a una politja central i des d’allí a les mans del patró (o patrona). Al cap lliure de l'escota és molt convenient fer-li un nus de vuit.
L’angle entre escota i vela pot regular-se variant l’ancoratge de la politja del puny d’escota (ajustament que queda fixat en navegar) i la inclinació del pal. La barra escotera permet el desplaçament de la politja respectiva a una i altra banda. La posició normal de la politja és a sotavent.

### Vaurien
Els velers de la classe Vaurien disposen de dues veles: vela mestra i floc. A més poden hissar un espinàquer.
La vela mestra o major va envergada a un pal i a una botavara. Aquesta darrera és la que suporta el sistema de l'escota, generalment format per dues politges (Vegeu la figura). El floc disposa de dues escotes. A cada banda hi ha un dispositiu passa-escotes (una mena de pont amb un forat per a passar l'escota) fixat a la coberta. L'escota es pot fixar amb una mordassa a l’altra banda del dispositiu.
L'espinàquer es governa amb dues escotes.